# Com'era verde la mia vallata
Com'era verde la mia vallata (How Green Was My Valley) è un romanzo di Richard Llewellyn del 1939. La prima edizione originale è stata pubblicata da Michael Joseph Ltd, a Londra.

## Trama
Vi si narra di una famiglia gallese di minatori, moralmente salda e felice nel perseguire i propri ideali di amore, di pazienza, di lavoro e di risparmio, nonché di condivisione assoluta del sociale. Tuttavia, il quadro delle vicende narrate da Huw, l'ultimo piccolo della famiglia Morgan, ruota intorno alla miniera che è la fonte essenziale di sostentamento della piccola comunità gallese. Vengono narrate le vicende, lo scontento e le lotte dei giovani e dei padri di famiglie numerose che lottano per il riconoscimento dei propri diritti.
Uomini che si uniscono in sindacato e proclamano lo sciopero per il miglioramento delle paghe, travolti dal passaggio dall'epoca pre-industriale a quella industriale, in rotta con i precetti cristiani di pazienza ed amore predicati da Morgan e dalla moglie, in un paese dove per i giovani non c'è altra alternativa che l'emigrazione o la lotta per il miglioramento delle condizioni di vita e di lavoro in una miniera in cui la gente del posto continuerà a lavorare e a morire o ad andarsene in paesi lontani. Sarà ciò che farà Huw quando, anziano, raccoglierà le sue poche cose ed andrà via con la nostalgia nel cuore di persone ed eventi ormai passati, attori in una vallata che non è più verde e in cui ormai la miniera chiusa non produce più lavoro.

## Sequel
L'autore ha narrato in tre romanzi, non tradotti in italiano, le vicende successive di Huw Morgan:
- Up into the Singing Mountain, 1960, in cui Huw emigra in Patagonia[2][3];
- Down Where the Moon is Small, 1966, sulla vita di Huw in Argentina[2];
- Green, Green My Valley Now, 1975, sul ritorno di Huw in Galles[2];

## Opere derivate
Nel 1941 è uscito il film Com'era verde la mia valle (How Green Was My Valley), diretto da John Ford, con Walter Pidgeon, Maureen O'Hara, Anna Lee, Roddy McDowall, Donald Crisp, and Barry Fitzgerald.
La BBC ha prodotto un primo adattamento del libro nel 1960: How Green Was My Valley, diretto da Eynon Evans, con Rachel Thomas e Glyn Houston. Nel 1975 è seguito Com'era verde la mia valle (How Green Was My Valley , con Stanley Baker e Siân Phillips; regia di Ronald Wilson.
Il romanzo è stato trasposto nel musical A Time for Singing, che debuttò al Broadway theatre di New York il 21 maggio 1966, con musica di John Morris, testi di Gerald Freedman e John Morris. La produzione è stata diretta da Freedman e interpretata da Ivor Emmanuel, Tessie O'Shea, Shani Wallis e Laurence Naismith.
Una versione teatrale, adattata da Shaun McKenna, è stata rappresentata al Theatre Royal di Northampton nel 1990. Nell'occasione, è avvenuto il debutto di Aled Jones nel ruolo dell'adolescente Huw.

## Edizioni in italiano
- Richard Llewellyn, Com'era verde la mia vallata, traduzione di Anita Rho, Milano: Club degli editori, 1945
- Richard Llewellyn, Com'era verde la mia vallata: romanzo, unica traduzione autorizzata di Anita Rho, Milano: Mondadori, 1946
- Richard Llewellyn, Com'era verde la mia vallata, riduzione e commento a cura di Francesco Flaiani, Milano: Mondadori, 1974
- Richard Llewellyn, Com'era verde la mia vallata, a cura di Nanda Torcellan, Milano: A. Mondadori, 1985
- Richard Llewellyn, Com'era verde la mia vallata, traduzione di Anita Rho, Novara: Mondadori-De Agostini, 1986
- Richard Llewellyn, Com'era verde la mia vallata, traduzione di Anita Rho, Milano: Corbaccio, 2000